# Armene pusilla
Armene pusilla es una especie de mantis de la familia Mantidae.

## Distribución geográfica
Se encuentra en Tayikistán, Afganistán, Mongolia,  Turquestán y  Turkmenistán.